# Заганос
Заганос-паша, Заганос Мехмет-паша, известен также как Заган-паша (тур. Zağanos Paşa); ? — после 1463) — визирь султана Мурада II, воспитатель (лала) султана Мехмеда II, ага янычар и Великий визирь (1453—1456) Османской империи, капудан-паша.

## Происхождение и биография
Точное происхождение неизвестно. Согласно одним источникам, был албанцем, взятым по девширме в возрасте четырнадцати лет и прошедшим обычный для таких мальчиков путь из рядовых янычар. Некоторые источники также указывают, что до обращения в ислам он принадлежал к католической вере.
Не менее противоречивы сведения о его положении при дворе: одни историки приводят сведения о том, что он был мужем старшей дочери Мурада II Фатимы Хатун и имел от неё двоих дочерей: старшая выдана была замуж за принца Мехмеда, младшая стала женой Махмуда Ангеловича. Таким образом, Заганос-паша приходился будущему Завоевателю одновременно и сводным братом, и тестем.
Первое упоминание о нём появляется в связи с назначением его лала (тур. lala) — «советником, защитником и воспитателем» одного из султанских сыновей, а именно будущего Мехмеда II. На тот момент у султана Мурада было два взрослых сына-наследника, к тому же будущий покоритель Константинополя был сыном от рабыни неблагородного происхождения. Все вместе делало шансы Мехмеда унаследовать власть более чем призрачными. Однако оба старших принца таинственным образом скончались, и внимание султана обратилось на Мехмеда. Именно в этот период к нему были приставлены несколько воспитателей, среди которых упоминается Заганос-паша, занимавший на тот момент пост третьего визиря (c 1439 года).
В 1444 году султан Мурад принимает неожиданное решение оставить трон. 12-летний шехзаде Мехмед оказывается полновластным правителем империи; с первых же шагов он проявляет несогласие с политикой Великого визиря Чандарлы Халиль-паши по многим вопросам, в особенности касающимся отношений с Балканами и Византией. Его агрессивная политика, во многом ставшая следствием влияния главного евнуха Шехабэддина (известного как Шахин-паша), лучшего друга Заганос-паши, а также сам факт вступления ещё неокрепшего юнца на трон побудил сербов и венгров к восстанию. 22 июня 1444 года ими была аннулирована Эдирнинская клятва о мире, что привело к очередному столкновению, завершившемся победой османов. Мурад вернулся на трон, а виновники понесли наказание: незадачливый султан был выслан обратно в Манису, а Заганос-паша изгнан в Балыкесир.
Его возвращение в мир большой политики связано со смертью султана Мурада и повторным воцарением Мехмеда в 1451 году. Опальный учитель не был забыт и получил сан второго визиря; кроме того, под его начало были отданы янычары, на тот момент представлявшие самую серьёзную военную силу в империи. Это был чувствительный удар по позициям Халиль-паши и его сторонников, поддерживавших с соседями, в частности, с Византией, дружеские отношения, так как было ясно, что ближайшей целью станет подготовка войны с ромеями. Кроме того, конфликт юного султана и Великого визиря имел важные политико-экономические корни и последствия: Халиль был представителем родовитой османской знати, влияние которого ограничивало верховную власть; почти же все сторонники Мехмеда были нетурецкого происхождения, и всецело зависели от его милости и воли. Мехмеду удалось разрушить альянс крупных старинных родов, выслав ближайшего друга Халиль-паши, Исхак-пашу наместником в Анатолию; таким образом, главным «идеологическим» противником Великого визиря и его возможным преемником остался Заганос-паша.
Теперь, когда планам молодого султана на завоевание Константинополя ничто не угрожало, можно было приступить к активным действиям.

## Подготовка к вторжению и падение Константинополя

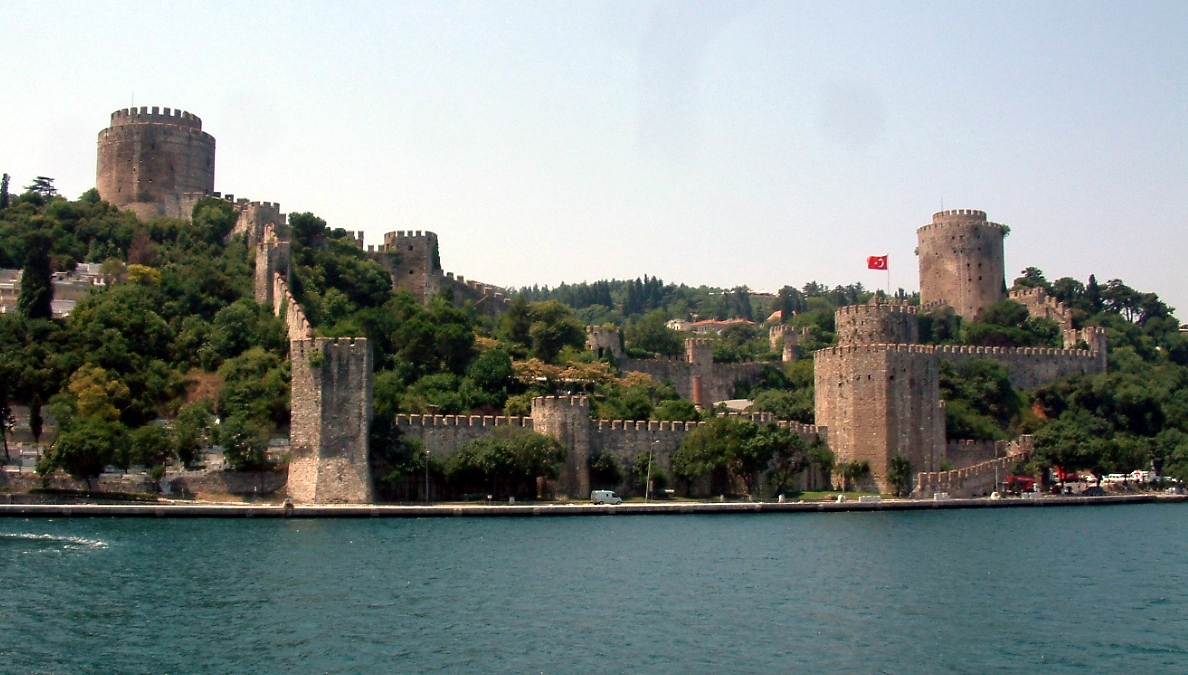
Румелихисар, слева — башня Заганос-паша

15 апреля 1452 года было начато строительство крепости Румелихисар (Богаз-кесен). Это был первый шаг к началу войны, так как, по мирному соглашению с Византией, османы обязаны были согласовывать любое строительство на её территории. Каждый из трех визирей, привлеченных к этому грандиозному замыслу (Халиль-паша, Саруджа-паша, Заганос-паша), стремился превзойти другого. Султан лично надзирал за общим ходом строительства, и оно было завершено в рекордный срок (30 или 31 августа 1452 года). Одновременно было завершено перевооружение и обучение армии, оснащение её новым для того времени огнестрельным оружием, отлит целый артиллерийский парк. Император Константин спешно отправил посольство к своему соседу, но, по одним сведениям, грекам не удалось получить аудиенции, по другим же их обезглавили и головы, по традиции, выставили на копьях на берегу залива.
Подобная смелость объяснялась очень просто: за время, проведенное на посту второго визиря, Заганос-паша фактически исполнял также обязанности «министра иностранных дел», и к моменту завершения строительства располагал достаточно вескими доказательствами того, что Византия вряд ли получит помощь с Запада.
5 апреля 1453 года, во вторник, под стены Константинополя прибыли первые отряды турецкой армии. Руководство основными силами осуществляли сам султан и Халиль-паша; однако его главному сопернику была доверена не менее сложная задача. Войска под командованием Заганос-паши окружили Галату — «европейскую» часть города, которой второй визирь от своего имени и от имени султана гарантировал защиту и неприкосновенность в том случае, если жители района не окажут открытое сопротивление османским войскам. По-видимому, на этот момент между ним и подеста уже имелось устное соглашение, так как генуэзцы, за редким исключением, предпочли остаться в стороне при обороне города. Кроме того, видимо, была достигнута договоренность с генуэзскими и венецианскими купцами, поставлявшими в город продовольствие; поставки очень быстро сократились, и в Константинополе начался голод.
Одной из сложных задач, стоявших перед Заганос-пашой, была нейтрализация византийского флота, стоящего в заливе Золотой Рог: залив был перегорожен рядами цепей, не позволявших турецкой эскадре прорваться в гавани. Ещё в самом начале осады турки начали строить деревянный настил, огибавший Галату, и по нему 22 апреля волоком перетащены около 70 кораблей. Кроме того, по его приказу был сооружен понтонный мост, начинавшийся в Долине источников и заканчивающийся за чертой Константинополя; несмотря на неоднократные попытки греков сжечь это сооружение, оно было завершено приблизительно в это же время и значительно улучшило коммуникацию между войсками султана и Заганос-паши.
Осада, как известно, продолжалась свыше 50 дней, но развивалась совсем не так, как хотелось султану и его воспитателю. К концу мая настроение в войсках и дисциплина резко упали, и на военном совете 26 мая Халиль-паша решился поднять вопрос о снятии блокады города. Султан яростно воспротивился этому, его поддержала «партия войны» во главе с Заганос-пашой. Кроме столкновения амбиций Великого визиря и его главного конкурента, речь шла, в буквальном смысле, о жизни одного из них: если бы победила точка зрения Халиля Чандарлы, и войска оставили позиции, весьма вероятно, что Заганос-паше, как главному вдохновителю похода, были бы предъявлены обвинения в государственной измене. В итоге спора тот вышел к войскам и, как считается, произнес воодушевляющую речь, обещая в ближайшее время добиться сдачи города; солдаты, вероятнее всего, специально подготовленные офицерами, поддержали любимого султанского советника. Боевые действия были возобновлены и вскоре, 29 мая 1453 года, Константинополь пал.
Проигравший политическое противостояние Чандарлы Халиль-паша 30 мая был арестован по обвинению в государственной измене, заключен сперва под стражу в своем шатре, потом перевезен в Эдирне и в августе (по другим сведениям — в июле) того же года повешен. Новым Великим визирем стал Заганос-паша.
Долгое время историки не включали его имя в список визирей Османской империи, так как официального возведения в должность, вероятнее всего, не произошло. Однако David Nicolle, John F. Haldon, Stephen R. Turnbull, Падение Константинополя в 1453 году (The fall of Constantinople: the Ottoman conquest of Byzantium) (недоступная ссылка) со ссылкой на османские источники приводят дату замены Великого визиря: 30 мая 1453 года.

## Отставка и дальнейшая жизнь
Заганос-паша был смещен с поста Великого визиря в сентябре или октябре 1456 года после неудачной осады турками Белграда; его заменил на этом посту более осторожный Махмуд Ангел.
В 1459 году вновь был призван на службу Мехмедом и назначен на должность капудан-паши. В марте 1460 года начал победоносное наступление на северо-востоке Пелопоннеса, от Коринфского перешейка; предъявляемые ему обвинения в жестокости во время этого завоевания, видимо, связаны с тем, что защитники крепостей сражались до последнего, предпочитая умереть, но не сдаться. Узнав об этом, Мехмед выразил недовольство и отстранил своего военачальника от командования флотом, однако, по-видимому, это был политический ход, призванный успокоить Венецию и деспота Дмитрия Палеолога, который обещал сдаться на милость султана. Уже в следующем, 1461 году, Заганос-паша был назначен на должность губернатора Фессалии и Мореи.
В 1460 году, после покорения Трапезундской империи, получил в жены дочь Давида Комнина Анну.
Точная дата его смерти неизвестна, однако, считается, что это произошло около 1464—1465 годов, так как именно в это время была построена его гробница при мечети в Балыкесире. Турецкие источники приводят красивую легенду о том, что Мехмед II, проезжая Балыкесир, остановился перед строящейся мечетью, и долго разглядывал какого-то старика, одетого в рубище, таскавшего самые тяжелые камни, а затем, поздоровавшись с ним, отправился дальше. Когда придворные спросили, почему султан здоровается с нищим, тот ответил: «Разве вы не узнали его? То был Заганос-паша». Изумлению свиты не было предела, так как было неясно, кто мог рассказать Мехмеду о том, где находится его учитель. На этот вопрос Завоеватель ответил: «Он не мог быть ни в каком другом месте».
Мечеть Заганос-паши сохранилась до наших дней. Там же можно найти построенные им бани и медресе, строительство которого довершил сын (вероятно, от первой жены), Ибрагим-бей.